# Kris
Kris je moško osebno ime.

## Izvor imena
Ime Kris je različica moškega osebnega imena Kristjan.

## Pogostost imena
Po podatkih Statističnega urada Republike Slovenije je bilo na dan 31. decembra 2007 v Sloveniji število moških oseb z imenom Kris: 92.

## Osebni praznik
Osebe z imenom Kris lahko godujejo takrat kot osebe z imenom Kristjan.